# 圣尼济耶苏沙尔略
圣尼济耶苏沙尔略（法語：Saint-Nizier-sous-Charlieu，法語發音：[sɛ̃ nizje su ʃaʁljø]，意为“沙尔略下方的圣尼济耶”）是法国卢瓦尔省的一个市镇，位于该省北部，属于罗阿讷区。

## 地理
圣尼济耶苏沙尔略（46°9'11"N, 4°7'21"E）面积12.83 平方千米，位于法国奥弗涅-罗讷-阿尔卑斯大区卢瓦尔省，该省份为法国中南部省份，北起顺时针与索恩-卢瓦尔省、罗讷省、伊泽尔省、阿尔代什省、上盧瓦爾省、多姆山省和阿列省接壤。
与圣尼济耶苏沙尔略接壤的市镇（或旧市镇、城区）包括：圣博内德克赖、弗勒里拉蒙塔涅、布列农、沙尔略、普伊苏沙尔略、圣皮埃尔拉诺阿耶。

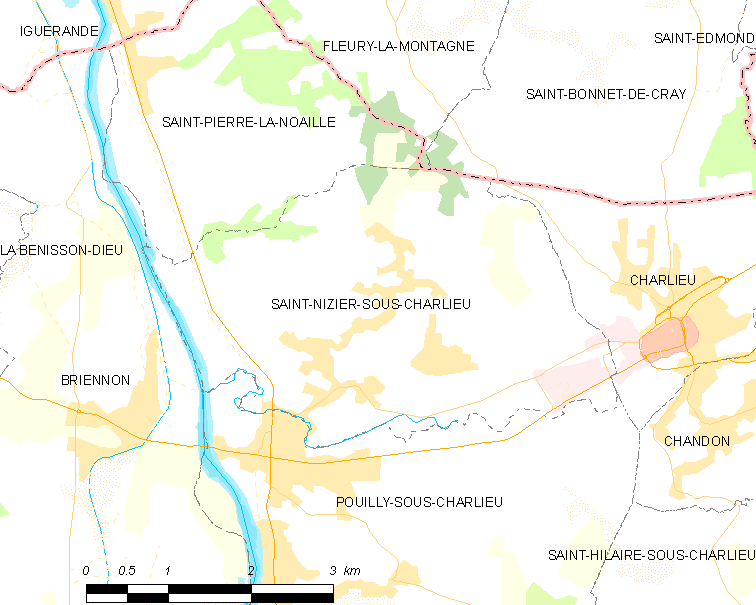
圣尼济耶苏沙尔略的OSM定位图

圣尼济耶苏沙尔略的时区为UTC+01:00、UTC+02:00（夏令时）。

## 行政
圣尼济耶苏沙尔略的邮政编码为42190，INSEE市镇编码为42267。

## 政治
圣尼济耶苏沙尔略所属的省级选区为沙尔略县。

## 人口

1962-2008年间圣尼济耶苏沙尔略人口变化图示

圣尼济耶苏沙尔略于2022年1月1日时的人口数量为1689人。

## 交通
卢瓦尔省省道D4线和D482线在境内交汇。